# 印刷博物館

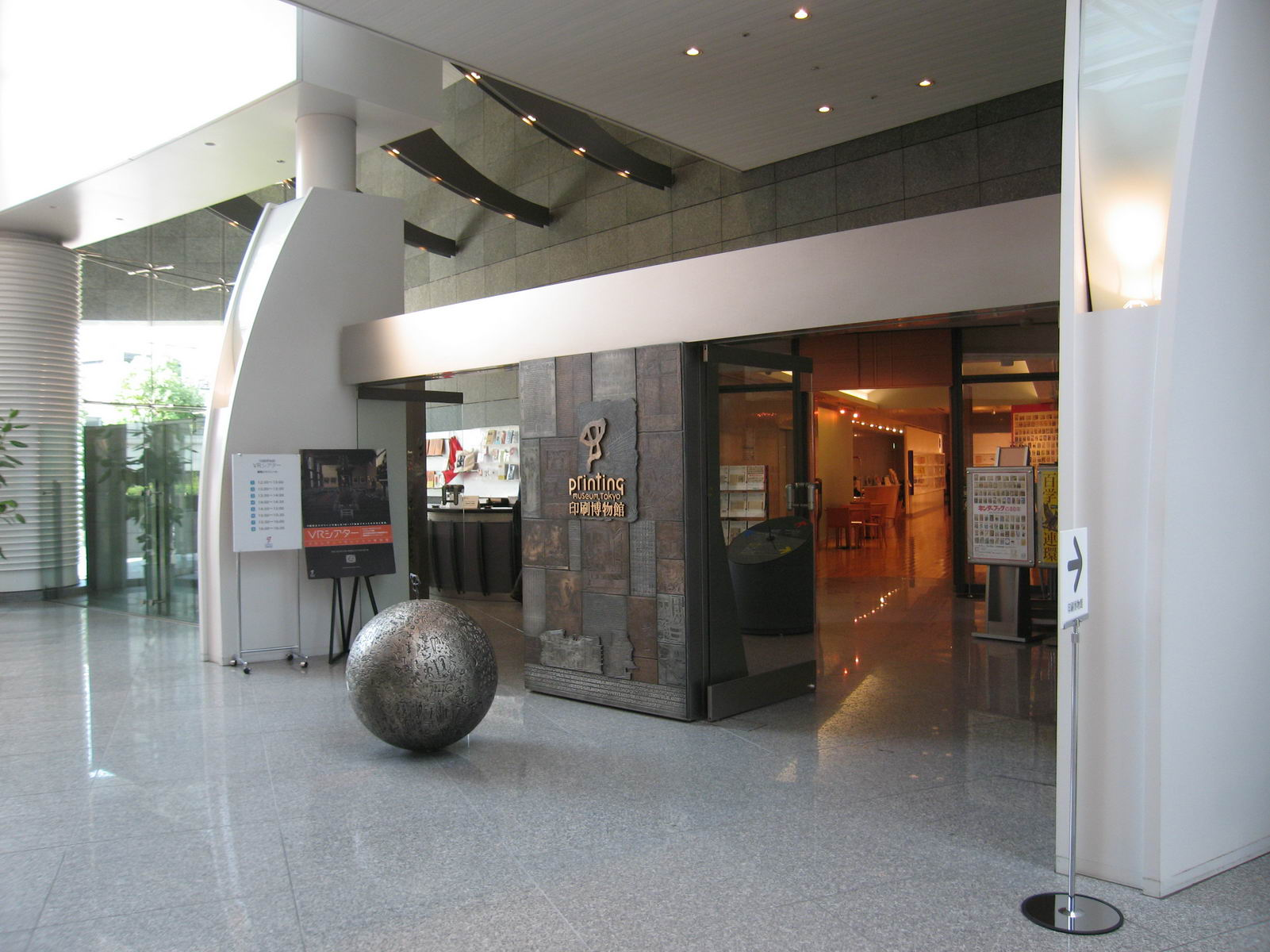
印刷博物館

印刷博物館（いんさつはくぶつかん）是在東京都文京區水道有關印刷的博物館。為於2000年凸版印刷100周年記念事業的一環而設立，當中主要為印刷文化的相關資料蒐集及研究活動，亦有進行活字印刷等的真實體驗實踐·啟蒙活動。2002年，印刷博物館獲得日本展示學會學會賞的作品賞。

## 所藏品
- 駿河版銅活字（重要文化財）
- 本木昌造・活字復元項目成果物品

## 關連項目
- 企業博物館

## 外部連結
- （日語）印刷博物館 - Printing Museum,Tokyo （页面存档备份，存于）